# Hellas Verona Football Club 2018-2019
Questa voce raccoglie le informazioni riguardanti l'Hellas Verona Football Club nelle competizioni ufficiali della stagione 2018-2019.

## Stagione
A seguito della retrocessione, dovuta al penultimo posto nel campionato 2017-18, la società veneta affida la panchina a Fabio Grosso per la stagione 2018-2019. Fissato l'obiettivo dell'immediata risalita, gli scaligeri si candidano al ritorno in Serie A sin dalle prime battute del torneo cadetto: malgrado una flessione autunnale — aperta dalla sconfitta di Salerno e dal tonfo casalingo col Lecce — rischi di compromettere la permanenza di Grosso, i gialloblù risollevano le proprie sorti terminando il girone di andata nelle zone di vertice.
Clamorosa è invece la frenata fatta registrare nella seconda parte di torneo, con l'Hellas che racimola appena 22 punti. A inizio maggio, dopo un'astinenza di vittorie durata per ben sette turni, Grosso viene esonerato. A succedergli è Alfredo Aglietti, capace di conquistare in extremis la partecipazione ai play-off. Quinta classificata nella stagione regolare, la compagine veronese inizia il proprio percorso battendo il Perugia nei supplementari: in semifinale è invece il Pescara a cedere, perdendo in casa dopo un pareggio senza gol a Verona. L'ultimo ostacolo è rappresentato dal Cittadella, da par suo in cerca di una storica promozione. Il primo round termina in favore della «cenerentola», con la doppietta di Diaw che pare mettere in cassaforte l'obiettivo; nel ritorno l'Hellas riesce tuttavia a imporsi con tre gol di scarto, ritrovando così la massima serie dopo un solo anno d'assenza.

## Divise e sponsor
Lo sponsor tecnico per la stagione 2018-2019 è Macron, mentre gli sponsor ufficiali sono Gruppo Sinergy (Main Sponsor), Air Dolomiti e Sartori Vini (Co-Jersey Sponsor) e Sec Events (sul pantaloncino). Due nuovi sponsor istituzionali unici per tutta la Serie B: Unibet come Top Sponsor posteriore e "Facile ristrutturare" sulla manica sinistra come patch.
| Casa | Trasferta | Terza divisa | Portiere |

## Rosa
| N. |                           | Ruolo | Calciatore                   |
| -- | ------------------------- | ----- | ---------------------------- |
| 1  | Italia (bandiera)         | P     | Marco Silvestri              |
| 2  | Italia (bandiera)         | D     | Antonio Caracciolo           |
| 2  | Italia (bandiera)         | C     | Gianni Munari                |
| 3  | Italia (bandiera)         | D     | Fabio Eguelfi                |
| 3  | Italia (bandiera)         | D     | Luigi Vitale                 |
| 4  | Scozia (bandiera)         | C     | Liam Henderson               |
| 5  | Italia (bandiera)         | D     | Davide Faraoni               |
| 6  | Italia (bandiera)         | C     | Luca Marrone                 |
| 7  | Brasile (bandiera)        | A     | Ryder Matos                  |
| 8  | Svezia (bandiera)         | C     | Samuel Gustafson             |
| 9  | Italia (bandiera)         | A     | Antonino Ragusa              |
| 10 | Italia (bandiera)         | A     | Samuel Di Carmine            |
| 11 | Italia (bandiera)         | A     | Giampaolo Pazzini (capitano) |
| 12 | Italia (bandiera)         | P     | Lorenzo Ferrari              |
| 13 | Costa d'Avorio (bandiera) | A     | Abdoulaye Traoré             |
| 14 | Argentina (bandiera)      | C     | Santiago Colombatto          |
| 15 | Slovenia (bandiera)       | D     | Jure Balkovec                |
| 16 | Corea del Sud (bandiera)  | A     | Lee Seung-woo                |
| 17 | Italia (bandiera)         | D     | Alessandro Crescenzi         |
| 18 | Brasile (bandiera)        | C     | Lucas Felippe                |

| N. |                       | Ruolo | Calciatore         |
| -- | --------------------- | ----- | ------------------ |
| 19 | Guinea (bandiera)     | A     | Karamoko Cissé     |
| 19 | Nigeria (bandiera)    | A     | Precious Amayah    |
| 20 | Italia (bandiera)     | C     | Mattia Zaccagni    |
| 21 | Tunisia (bandiera)    | C     | Karim Laribi       |
| 22 | Italia (bandiera)     | P     | Andrea Tozzo       |
| 23 | Italia (bandiera)     | C     | Simone Calvano     |
| 23 | Italia (bandiera)     | A     | Antonio Di Gaudio  |
| 24 | Albania (bandiera)    | D     | Marash Kumbulla    |
| 25 | Italia (bandiera)     | C     | Andrea Danzi       |
| 26 | Francia (bandiera)    | D     | Samuel Souprayen   |
| 26 | Italia (bandiera)     | P     | Alessandro Berardi |
| 27 | Romania (bandiera)    | D     | Deian Boldor       |
| 27 | Polonia (bandiera)    | D     | Paweł Dawidowicz   |
| 28 | Slovacchia (bandiera) | A     | Ľubomír Tupta      |
| 29 | Italia (bandiera)     | D     | Alberto Almici     |
| 30 | Italia (bandiera)     | D     | Matteo Bianchetti  |
| 31 | Lettonia (bandiera)   | C     | Aleksejs Saveljevs |
| 32 | Italia (bandiera)     | P     | Mattia Chiesa      |
| 33 | Brasile (bandiera)    | D     | Alan Empereur      |

## Calciomercato

### Sessione estiva(dal 1º luglio al 17 agosto)
| Acquisti | Acquisti              | Acquisti                | Acquisti                                 |
| R.       | Nome                  | da                      | Modalità                                 |
| -------- | --------------------- | ----------------------- | ---------------------------------------- |
| P        | Mattia Chiesa         | Ambrosiana              | prestito con diritto di opzione          |
| P        | Lorenzo Ferrari       | Arezzo                  | fine prestito                            |
| P        | Andrea Tozzo          | Sampdoria               | prestito con diritto di opzione          |
| D        | Alberto Almici        | Atalanta                | prestito con obbligo di riscatto         |
| D        | Andrea Badan          | AlbinoLeffe             | fine prestito                            |
| D        | Jure Balkovec         |                         | svincolato                               |
| D        | Deian Boldor          | Bologna                 | definitivo                               |
| D        | Riccardo Brosco       | Carpi                   | fine prestito                            |
| D        | Nicolò Cherubin       | Ascoli                  | fine prestito                            |
| D        | Alessandro Crescenzi  | Pescara                 | definitivo                               |
| D        | Paweł Dawidowicz      | Benfica                 | prestito oneroso con obbligo di riscatto |
| D        | Fabio Eguelfi         | Atalanta                | prestito                                 |
| D        | Alan Empereur         | Foggia                  | definitivo                               |
| D        | Matteo Franchetti     | Arezzo                  | fine prestito                            |
| D        | Alejandro González    | Perugia                 | fine prestito                            |
| D        | Edoardo Pavan         | Paganese                | fine prestito                            |
| C        | Nicolò Casale         | Prato                   | fine prestito                            |
| C        | Luca Checchin         | Brescia                 | fine prestito                            |
| C        | Santiago Colombatto   | Cagliari                | prestito con opzione e contro opzione    |
| C        | Samuel Gustafson      | Torino                  | prestito                                 |
| C        | Liam Henderson        |                         | svincolato                               |
| C        | Karim Laribi          | Cesena                  | definitivo                               |
| C        | Luca Marrone          | Juventus                | prestito con obbligo di riscatto         |
| C        | Matteo Pinton         | Union Feltre            | fine prestito                            |
| C        | Aleksejs Saveljevs    | FK Švyturys Marijampolė | definitivo                               |
| A        | Pierluigi Cappelluzzo | Pescara                 | fine prestito                            |
| A        | Karamoko Cissé        | Bari                    | definitivo                               |
| A        | Samuel Di Carmine     | Perugia                 | prestito con obbligo di riscatto         |
| A        | Ryder Matos           | Udinese                 | prestito con diritto di riscatto         |
| A        | Giampaolo Pazzini     | Levante                 | fine prestito                            |
| A        | Antonino Ragusa       | Sassuolo                | prestito oneroso con obbligo di riscatto |

| Cessioni | Cessioni               | Cessioni      | Cessioni                                                                |
| R.       | Nome                   | a             | Modalità                                                                |
| -------- | ---------------------- | ------------- | ----------------------------------------------------------------------- |
| P        | Nicola Borghetto       | Mantova       | prestito                                                                |
| P        | Ferdinando Coppola     |               | svincolato                                                              |
| P        | Nícolas                | Udinese       | prestito con diritto di opzione                                         |
| D        | Andrea Badan           | Alessandria   | prestito                                                                |
| D        | Rayyan Baniya          | Mantova       | prestito                                                                |
| D        | Deian Boldor           | Bologna       | fine prestito                                                           |
| D        | Deian Boldor           | Foggia        | prestito con obbligo di riscatto                                        |
| D        | Riccardo Brosco        | Ascoli        | definitivo                                                              |
| D        | Gian Filippo Felicioli | Milan         | fine prestito                                                           |
| D        | Alex Ferrari           | Bologna       | fine prestito                                                           |
| D        | Matteo Franchetti      | Virtus Verona | prestito                                                                |
| D        | Alejandro González     |               | svincolato                                                              |
| D        | Thomas Heurtaux        | Udinese       | fine prestito                                                           |
| D        | Edoardo Pavan          | Virtus Verona | prestito                                                                |
| D        | Riccardo Perazzolo     | Torino        | prestito                                                                |
| D        | Davide Riccardi        | Lecce         | definitivo                                                              |
| D        | Samuel Souprayen       | Auxerre       | definitivo                                                              |
| D        | Jagoš Vuković          | Olympiacos    | fine prestito                                                           |
| C        | Marcel Büchel          | Empoli        | fine prestito                                                           |
| C        | Nicolò Casale          | Südtirol      | prestito                                                                |
| C        | Luca Checchin          | Alessandria   | prestito                                                                |
| C        | Matteo Pinton          | Virtus Verona | prestito                                                                |
| C        | Rômulo                 | Genoa         | svincolato                                                              |
| C        | Simon Stefanec         | Arezzo        | prestito con diritto di opzione e contro opzione                        |
| C        | Mattia Valoti          | SPAL          | prestito con opzione e obbligo al verificarsi di determinate condizioni |
| C        | Federico Viviani       | SPAL          | definitivo                                                              |
| C        | Franco Zuculini        |               | svincolato                                                              |
| A        | Rolando Aarons         | Newcastle Utd | fine prestito                                                           |
| A        | Enrico Bearzotti       | Cosenza       | prestito con opzione e contro opzione                                   |
| A        | Alessio Cerci          |               | svincolato                                                              |
| A        | Mohamed Fares          | SPAL          | prestito con opzione e obbligo al verificarsi di determinate condizioni |
| A        | Moise Kean             | Juventus      | fine prestito                                                           |
| A        | Bruno Petković         | Bologna       | fine prestito                                                           |
| A        | Daniele Verde          | Roma          | fine prestito                                                           |

### Sessione invernale(dal 3 al 31 gennaio 2019)
| Acquisti | Acquisti           | Acquisti     | Acquisti                                 |
| R.       | Nome               | da           | Modalità                                 |
| -------- | ------------------ | ------------ | ---------------------------------------- |
| P        | Alessandro Berardi |              | svincolato                               |
| D        | Davide Faraoni     | Crotone      | prestito oneroso con obbligo di riscatto |
| D        | Riccardo Meneghini | Juventus U23 | prestito                                 |
| D        | Gaetano Navas      | Reggina      | definitivo                               |
| D        | Luigi Vitale       | Salernitana  | definitivo                               |
| C        | Gianni Munari      | Parma        | prestito                                 |
| C        | Simon Stefanec     | Arezzo       | fine prestito                            |
| A        | Enrico Bearzotti   | Cosenza      | fine prestito                            |
| A        | Antonio Di Gaudio  | Parma        | prestito oneroso con obbligo di riscatto |
| A        | Vittorio Vigolo    | Milan        | prestito con opzione                     |

| Cessioni | Cessioni              | Cessioni  | Cessioni                                                                                       |
| R.       | Nome                  | a         | Modalità                                                                                       |
| -------- | --------------------- | --------- | ---------------------------------------------------------------------------------------------- |
| D        | Enrico Bearzotti      | Monza     | prestito con diritto di opzione e obbligo di riscatto al verificarsi di determinate condizioni |
| D        | Antonio Caracciolo    | Cremonese | prestito oneroso con obbligo di riscatto                                                       |
| D        | Nicolò Cherubin       | Padova    | definitivo                                                                                     |
| D        | Fabio Eguelfi         | Atalanta  | fine prestito                                                                                  |
| C        | Simone Calvano        | Padova    | prestito con diritto di opzione e contro opzione                                               |
| C        | Marco Fossati         | Monza     | definitivo                                                                                     |
| C        | Gaetano Navas         | Paganese  | prestito                                                                                       |
| C        | Simon Stefanec        | Nitra     | prestito con diritto di opzione e contro opzione                                               |
| A        | Pierluigi Cappelluzzo | Imolese   | prestito                                                                                       |
| A        | Karamoko Cissé        | Carpi     | prestito oneroso con diritto di opzione                                                        |

## Risultati

### Serie B

#### Girone di andata
| Arbitro: | Fourneau (Roma) |

|            |           |               |
| Almici 27’ | Marcatori | 36’ Ravanelli |

| Cosenza 1º settembre 2018, ore 18:00 CEST 2ª giornata | Cosenza           | 0 – 3 | Verona | Stadio San Vito-Gigi Marulla\| Arbitro: \| Piscopo (Imperia) \| |
| Arbitro:                                              | Piscopo (Imperia) |       |        |                                                                 |

| Arbitro: | Volpi (Arezzo) |

|                                                |           |          |
| Laribi 35’ Pazzini 45’ (rig.), 56’ (rig.), 82’ | Marcatori | 87’ Poli |

| Arbitro: | Sacchi (Macerata) |

|             |           |                              |
| Firenze 86’ | Marcatori | 14’ Henderson 57’ Colombatto |

| Arbitro: | Marini (Roma) |

|                        |           |             |
| Matos 42’ Zaccagni 78’ | Marcatori | 39’ Bidaoui |

| Arbitro: | Aureliano (Bologna) |

|            |           |  |
| Jallow 68’ | Marcatori |  |

| Arbitro: | Massimi (Termoli) |

|  |           |                             |
|  | Marcatori | 45+1’ La Mantia 68’ Mancosu |

| Arbitro: | Abbattista (Molfetta) |

|                |           |             |
| Di Mariano 67’ | Marcatori | 8’ Zaccagni |

| Arbitro: | Marinelli (Tivoli) |

|                              |           |                |
| Henderson 43’ Di Carmine 51’ | Marcatori | 26’ Melchiorri |

| Arbitro: | Serra (Torino) |

|            |           |  |
| Cavion 85’ | Marcatori |  |

| Arbitro: | Giua (Olbia) |

|                    |           |           |
| Ant. Caracciolo 4’ | Marcatori | 32’ Arini |

| Arbitro: | Ghersini (Genova) |

|                                                   |           |                                 |
| A. Donnarumma 38’, 55’ Tonali 43’ Torregrossa 69’ | Marcatori | 51’ Ant. Caracciolo 80’ Pazzini |

| Arbitro: | Di Paolo (Avezzano) |

|                |           |              |
| Di Carmine 32’ | Marcatori | 67’ Rajković |

| Arbitro: | Piccinini (Forlì) |

|  |           |           |
|  | Marcatori | 51’ Matos |

| Arbitro: | Minelli (Varese) |

|                                                       |           |             |
| Danzi 14’ Di Carmine 40’ (rig.) Del Grosso 50’ (aut.) | Marcatori | 67’ Mancuso |

| Livorno 22 dicembre 2018, ore 15:00 CET 17ª giornata | Livorno        | 0 – 0 referto | Verona | Stadio Armando Picchi (5 662 spett.)\| Arbitro: \| Serra (Torino) \| |
| Arbitro:                                             | Serra (Torino) |               |        |                                                                      |

| Arbitro: | Sacchi (Macerata) |

|                                        |           |  |
| Pazzini 10’, 31’, 83’ (rig.) Tupta 90’ | Marcatori |  |

| Arbitro: | Fourneau (Roma) |

|                      |           |                     |
| Mazzeo 30’ Gerbo 75’ | Marcatori | 15’ Pazzini 44’ Lee |

#### Girone di ritorno
| Arbitro: | Nasca (Bari) |

|                                 |           |  |
| Mbakogu 13’, 53’ Morganella 68’ | Marcatori |  |

| Arbitro: | Rapuano (Rimini) |

|                          |           |                        |
| Tupta 34’ Di Carmine 72’ | Marcatori | 81’ Sciaudone 85’ Idda |

| Arbitro: | Ros (Pordenone) |

|             |           |           |
| Di Noia 43’ | Marcatori | 56’ Matos |

| Arbitro: | Piccinini (Forlì) |

|                |           |               |
| Di Carmine 79’ | Marcatori | 51’ Pettinari |

| Arbitro: | Pezzuto (Lecce) |

|         |           |                            |
| Mora 4’ | Marcatori | 25’ Zaccagni 61’ Gustafson |

| Arbitro: | Serra (Torino) |

|             |           |  |
| Pazzini 70’ | Marcatori |  |

| Arbitro: | Sacchi (Macerata) |

|                           |           |              |
| La Mantia 34’ Lucioni 52’ | Marcatori | 90+4’ Laribi |

| Arbitro: | Piscopo (Imperia) |

|               |           |  |
| Di Gaudio 19’ | Marcatori |  |

| Arbitro: | Di Martino (Teramo) |

|           |           |                              |
| Verre 86’ | Marcatori | 54’ Bianchetti 60’ Henderson |

| Arbitro: | Pillitteri (Palermo) |

|             |           |             |
| Pazzini 36’ | Marcatori | 11’ Rosseti |

| Arbitro: | Marinelli (Tivoli) |

|           |           |                       |
| Mogos 13’ | Marcatori | 18’ (rig.) Di Carmine |

| Arbitro: | Fourneau (Roma) |

|                  |           |                              |
| Faraoni 14’, 60’ | Marcatori | 19’ Torregrossa 43’ Martella |

| Arbitro: | Giua (Olbia) |

|                 |           |  |
| Nestorovski 47’ | Marcatori |  |

| Arbitro: | Nasca (Bari) |

|  |           |                             |
|  | Marcatori | 45’, 47’, 90+4’ (rig.) Coda |

| Arbitro: | Abbattista (Molfetta) |

|           |           |             |
| Sottil 7’ | Marcatori | 71’ Faraoni |

| Arbitro: | Aureliano (Bologna) |

|                             |           |                                      |
| Dawidowicz 45+2’ Laribi 71’ | Marcatori | 25’ Giannetti 42’Raičević 51’ Murilo |

| Arbitro: | Pezzuto (Lecce) |

|                               |           |  |
| Diaw 20’ Moncini 32’ Iori 41’ | Marcatori |  |

| Arbitro: | Ghersini (Genova) |

|                            |           |              |
| Di Carmine 66’, 81’ (rig.) | Marcatori | 53’ Iemmello |

#### Play-off
| Arbitro: | Pezzuto (Lecce) |

|                                                   |           |                 |
| Di Carmine 42’ Empereur 101’ Pazzini 118’, 120+1’ | Marcatori | 89’ (rig.) Vido |

| Verona 22 maggio 2019, ore 21:00 CEST Semifinali - Andata | Verona             | 0 – 0 referto | Pescara | Stadio Marcantonio Bentegodi (12 347 spett.)\| Arbitro: \| Marinelli (Tivoli) \| |
| Arbitro:                                                  | Marinelli (Tivoli) |               |         |                                                                                  |

| Arbitro: | Abbattista (Molfetta) |

|  |           |                       |
|  | Marcatori | 73’ (rig.) Di Carmine |

| Arbitro: | Giua (Olbia) |

|              |           |  |
| Diaw 6’, 80’ | Marcatori |  |

| Arbitro: | Piccinini (Forlì) |

|                                        |           |  |
| Zaccagni 27’ Di Carmine 70’ Laribi 83’ | Marcatori |  |

### Coppa Italia

#### Turni eliminatori
| Arbitro: | Rapuano (Rimini) |

|                                                    |           |             |
| Matos 8’ Caracciolo 32’ Pazzini 59’ Di Carmine 73’ | Marcatori | 48’ Canotto |

| Arbitro: | Pasqua (Tivoli) |

|                           |           |  |
| Silvestri 32’ Marotta 41’ | Marcatori |  |

## Statistiche
Statistiche aggiornate al 2 giugno 2019.

### Statistiche di squadra
| Competizione | Punti | In casa | In casa | In casa | In casa | In casa | In casa | In trasferta | In trasferta | In trasferta | In trasferta | In trasferta | In trasferta | Totale | Totale | Totale | Totale | Totale | Totale | D.R. |
| Competizione | Punti | G       | V       | N       | P       | Gf      | Gs      | G            | V            | N            | P            | Gf           | Gs           | G      | V      | N      | P      | Gf     | Gs     | D.R. |
| ------------ | ----- | ------- | ------- | ------- | ------- | ------- | ------- | ------------ | ------------ | ------------ | ------------ | ------------ | ------------ | ------ | ------ | ------ | ------ | ------ | ------ | ---- |
| Serie B      | 52    | 18      | 8       | 7       | 3       | 30      | 22      | 18           | 5            | 6            | 7            | 19           | 24           | 36     | 13     | 13     | 10     | 49     | 46     | 3    |
| Play-off     | -     | 3       | 2       | 1       | 0       | 7       | 1       | 2            | 1            | 0            | 1            | 1            | 2            | 5      | 3      | 1      | 1      | 8      | 3      | 5    |
| Coppa Italia | -     | 1       | 1       | 0       | 0       | 4       | 1       | 1            | 0            | 0            | 1            | 0            | 2            | 2      | 1      | 0      | 1      | 4      | 3      | 1    |
| Totale       | -     | 22      | 11      | 8       | 3       | 41      | 24      | 21           | 6            | 6            | 9            | 20           | 28           | 43     | 17     | 14     | 12     | 61     | 52     | 9    |

### Andamento in campionato
| Giornata  | 1  | 2 | 3 | 4 | 5 | 6 | 7 | 8 | 9 | 10 | 11 | 12 | 13 | 14 | 15 | 16 | 17 | 18 | 19 | 20 | 21 | 22 | 23 | 24 | 25 | 26 | 27 | 28 | 29 | 30 | 31 | 32 | 33 | 34 | 35 | 36 | 37 | 38 |
| --------- | -- | - | - | - | - | - | - | - | - | -- | -- | -- | -- | -- | -- | -- | -- | -- | -- | -- | -- | -- | -- | -- | -- | -- | -- | -- | -- | -- | -- | -- | -- | -- | -- | -- | -- | -- |
| Luogo     | C  | T | C | T | C | T | C | T | C | T  | C  | T  | C  | R  | T  | C  | T  | C  | T  | T  | C  | T  | C  | T  | C  | T  | C  | T  | C  | T  | C  | T  | R  | C  | T  | C  | T  | C  |
| Risultato | N  | V | V | V | V | P | P | N | V | P  | N  | P  | N  | R  | V  | V  | N  | V  | N  | P  | N  | N  | N  | V  | V  | P  | V  | V  | N  | N  | N  | P  | R  | P  | N  | P  | P  | V  |
| Posizione | 10 | 2 | 2 | 1 | 1 | 1 | 2 | 2 | 2 | 3  | 3  | 7  | 9  | 10 | 5  | 5  | 5  | 3  | 4  | 6  | 5  | 5  | 7  | 5  | 5  | 6  | 5  | 3  | 3  | 4  | 4  | 5  | 6  | 6  | 6  | 6  | 9  | 5  |

Legenda:

Luogo: C = Casa; T = Trasferta. Risultato: V = Vittoria; N = Pareggio; P = Sconfitta.

### Statistiche dei giocatori
Sono in corsivo i calciatori che hanno lasciato la società a stagione in corso.
| Giocatore     | Serie B  | Serie B | Serie B     | Serie B    | Play-off | Play-off | Play-off    | Play-off   | Coppa Italia | Coppa Italia | Coppa Italia | Coppa Italia | Totale   | Totale | Totale      | Totale     |
| Giocatore     | Presenze | Reti    | Ammonizioni | Espulsioni | Presenze | Reti     | Ammonizioni | Espulsioni | Presenze     | Reti         | Ammonizioni  | Espulsioni   | Presenze | Reti   | Ammonizioni | Espulsioni |
| ------------- | -------- | ------- | ----------- | ---------- | -------- | -------- | ----------- | ---------- | ------------ | ------------ | ------------ | ------------ | -------- | ------ | ----------- | ---------- |
| A. Almici     | 11       | 1       | 4           | 2          | 0        | 0        | 0           | 0          | 1            | 0            | 0            | 0            | 12       | 1      | 4           | 2          |
| P. Amayah     | 0        | 0       | 0           | 0          | -        | -        | -           | -          | -            | -            | -            | -            | 0        | 0      | 0           | 0          |
| J. Balkovec   | 17       | 0       | 4           | 1          | 0        | 0        | 0           | 0          | 1            | 0            | 0            | 0            | 18       | 0      | 4           | 1          |
| A. Berardi    | 0        | 0       | 0           | 0          | 0        | 0        | 0           | 0          | -            | -            | -            | -            | 0        | 0      | 0           | 0          |
| M. Bianchetti | 18       | 1       | 1           | 0          | 2        | 0        | 1           | 0          | -            | -            | -            | -            | 20       | 1      | 2           | 0          |
| D. Boldor     | -        | -       | -           | -          | -        | -        | -           | -          | 0            | 0            | 0            | 0            | 0        | 0      | 0           | 0          |
| S. Calvano    | 2        | 0       | 0           | 0          | -        | -        | -           | -          | 0            | 0            | 0            | 0            | 2        | 0      | 0           | 0          |
| A. Caracciolo | 14       | 2       | 3           | 0          | -        | -        | -           | -          | 1            | 1            | 0            | 0            | 15       | 3      | 3           | 0          |
| M. Chiesa     | 0        | 0       | 0           | 0          | -        | -        | -           | -          | -            | -            | -            | -            | 0        | 0      | 0           | 0          |
| K. Cissé      | 6        | 0       | 0           | 0          | -        | -        | -           | -          | -            | -            | -            | -            | 6        | 0      | 0           | 0          |
| S. Colombatto | 21       | 1       | 7           | 0          | 4        | 0        | 2           | 0          | -            | -            | -            | -            | 25       | 1      | 9           | 0          |
| A. Crescenzi  | 12       | 0       | 2           | 0          | -        | -        | -           | -          | 2            | 0            | 0            | 0            | 14       | 0      | 2           | 0          |
| A. Danzi      | 12       | 1       | 5           | 0          | 1        | 0        | 1           | 0          | -            | -            | -            | -            | 13       | 1      | 6           | 0          |
| P. Dawidowicz | 28       | 1       | 5           | 0          | 5        | 0        | 1           | 0          | 1            | 0            | 0            | 0            | 34       | 1      | 6           | 0          |
| S. Di Carmine | 22       | 8       | 0           | 0          | 5        | 3        | 2           | 0          | 2            | 1            | 0            | 0            | 29       | 12     | 2           | 0          |
| A. Di Gaudio  | 14       | 1       | 1           | 0          | 2        | 0        | 0           | 0          | -            | -            | -            | -            | 16       | 1      | 1           | 0          |
| F. Eguelfi    | 1        | 0       | 1           | 0          | -        | -        | -           | -          | 0            | 0            | 0            | 0            | 1        | 0      | 1           | 0          |
| A. Empereur   | 18       | 0       | 3           | 1          | 4        | 1        | 1           | 0          | -            | -            | -            | -            | 22       | 1      | 4           | 1          |
| D. Faraoni    | 17       | 3       | 4           | 1          | 5        | 0        | 1           | 0          | -            | -            | -            | -            | 22       | 3      | 5           | 1          |
| L. Felippe    | 0        | 0       | 0           | 0          | 0        | 0        | 0           | 0          | 0            | 0            | 0            | 0            | 0        | 0      | 0           | 0          |
| L. Ferrari    | 0        | 0       | 0           | 0          | 0        | 0        | 0           | 0          | 0            | 0            | 0            | 0            | 0        | 0      | 0           | 0          |
| S. Gustafson  | 26       | 1       | 6           | 0          | 5        | 0        | 0           | 0          | 2            | 0            | 1            | 0            | 33       | 1      | 7           | 0          |
| L. Henderson  | 23       | 3       | 1           | 0          | 5        | 0        | 1           | 0          | 2            | 0            | 0            | 0            | 30       | 3      | 2           | 0          |
| M. Kumbulla   | 1        | 0       | 0           | 0          | -        | -        | -           | -          | 1            | 0            | 0            | 0            | 2        | 0      | 0           | 0          |
| K. Laribi     | 27       | 3       | 3           | 0          | 5        | 1        | 1           | 0          | 2            | 0            | 1            | 0            | 34       | 4      | 5           | 0          |
| S. Lee        | 23       | 1       | 6           | 1          | 3        | 0        | 0           | 0          | 1            | 0            | 0            | 0            | 27       | 1      | 6           | 1          |
| L. Marrone    | 23       | 0       | 5           | 0          | 0        | 0        | 0           | 0          | 2            | 0            | 1            | 0            | 25       | 0      | 6           | 0          |
| R. Matos      | 24       | 3       | 6           | 0          | 5        | 0        | 0           | 0          | 2            | 1            | 1            | 0            | 31       | 4      | 7           | 0          |
| G. Munari     | 2        | 0       | 0           | 0          | 1        | 0        | 1           | 0          | -            | -            | -            | -            | 3        | 0      | 1           | 0          |
| G. Pazzini    | 24       | 10      | 3           | 0          | 5        | 2        | 0           | 0          | 2            | 1            | 0            | 0            | 31       | 13     | 3           | 0          |
| A. Ragusa     | 11       | 0       | 2           | 0          | -        | -        | -           | -          | 1            | 0            | 0            | 0            | 12       | 0      | 2           | 0          |
| A. Saveljevs  | -        | -       | -           | -          | -        | -        | -           | -          | 0            | 0            | 0            | 0            | 0        | 0      | 0           | 0          |
| M. Silvestri  | 35       | -46     | 2           | 0          | 5        | -3       | 1           | 0          | 1            | -1           | 0            | 0            | 41       | -50    | 3           | 0          |
| S. Souprayen  | -        | -       | -           | -          | -        | -        | -           | -          | 1            | 0            | 0            | 0            | 1        | 0      | 0           | 0          |
| A. Tozzo      | 0        | 0       | 0           | 0          | -        | -        | -           | -          | 1            | -2           | 0            | 0            | 1        | -2     | 0           | 0          |
| A. Traoré     | 2        | 0       | 0           | 0          | -        | -        | -           | -          | -            | -            | -            | -            | 2        | 0      | 0           | 0          |
| L. Tupta      | 17       | 2       | 2           | 0          | 2        | 0        | 0           | 0          | 0            | 0            | 0            | 0            | 19       | 2      | 2           | 0          |
| L. Vitale     | 10       | 0       | 0           | 0          | 5        | 0        | 2           | 0          | -            | -            | -            | -            | 15       | 0      | 2           | 0          |
| M. Zaccagni   | 29       | 3       | 5           | 0          | 2        | 1        | 0           | 0          | 2            | 0            | 0            | 0            | 33       | 4      | 5           | 0          |